# Ołeksij Rastorhujew
Ołeksij Iwanowycz Rastorhujew, ukr. Олексій Іванович Расторгуєв, ros. Алексей Иванович Расторгуев, Aleksiej Iwanowicz Rastorgujew (ur. 17 grudnia 1931 w Lischimbudzie, w obwodzie ługańskim, Ukraińska SRR, zm. 13 kwietnia 2002 w Siewierodoniecku, Ukraina) – ukraiński piłkarz, grający na pozycji obrońcy, trener piłkarski.

## Kariera piłkarska
W 1950 rozpoczął karierę piłkarską w zespole amatorskim Metałurh Dnieprodzierżyńsk. Następnie służył w wojsku, a w 1954 debiutował w składzie miejscowego Chimika Siewierodonieck. W 1957 został zaproszony do drugoligowego klubu Trudowi Rezerwy Woroszyłowhrad, rozegrał jedynie jeden mecz i po pół roku powrócił do Chimika Siewierodonieck. W 1964 zakończył karierę piłkarską.

## Kariera trenerska
Karierę szkoleniowca rozpoczął po zakończeniu kariery piłkarza. Najpierw pomagał trenować rodzimy klub Chimik Siewierodonieck. Od 1968 do 1971 prowadził siewierodoniecki zespół, a potem pracował jako dyrektor techniczny klubu. W styczniu 1975 roku został mianowany na stanowisko głównego trenera Zirki Kirowohrad, którą kierował do końca 1981. Od 1982 do 1984 prowadził Metałurh Dnieprodzierżyńsk, a od maja 1985 do 1986 Stachanoweć Stachanow. Na początku 1987 został zaproszony do sztabu szkoleniowego Szachtara Gorłówka, w którym pomagał trenować, a w pierwszej połowie 1988 stał na czele klubu z Gorłowki. Latem 1989 powrócił do Chimika Siewierodonieck, gdzie pracował najpierw jako asystent, a od 1991 jako dyrektor techniczny klubu.
13 kwietnia 2002 zmarł w Siewierodoniecku w wieku 71 lat.

## Sukcesy i odznaczenia

### Sukcesy trenerskie
Chimik Siewierodonieck
- mistrz 2 strefy Klasy B ZSRR: 1967, 1970
- wicemistrz Ukraińskiej SRR: 1967
- mistrz Ukraińskiej SRR: 1970

Zirka Kirowohrad
- zdobywca Pucharu Ukraińskiej SRR: 1975

### Odznaczenia
- tytuł Zasłużonego Trenera Ukraińskiej SRR: 1967